# Dieter Braun-Friderici
Dieter Braun-Friderici (* 12. Januar 1927 in Trier; † 30. Januar 2007) war deutscher Politiker. 
Im Jahr 1964 ernannte ihn der damalige rheinland-pfälzische Ministerpräsident Peter Altmeier zum Landrat im Landkreis Trier. Braun-Friderici, Doktor der Rechtswissenschaften, war zu diesem Zeitpunkt bereits rund sechs Jahre im dortigen Landratsamt beschäftigt.
Im Rahmen der rheinland-pfälzischen Kommunalverwaltungsreform von 1969 wurde er zum Landrat des neu gebildeten Landkreises Trier-Saarburg berufen. Eine gute Zusammenarbeit mit der kreisfreien Stadt Trier war ihm besonders wichtig. Braun-Friderici engagierte sich über viele Jahre ehrenamtlich im Landkreistag Rheinland-Pfalz. Von 1978 bis 1983 war er zudem ehrenamtlicher Verbandsvorsteher des Sparkassen- und Giroverbandes Rheinland-Pfalz.
1983 bis 1990 wechselte er als hauptamtlicher Präsident zum Sparkassen- und Giroverband Rheinland-Pfalz. In den Jahren 1964 bis 1983 war er außerdem Verwaltungsratsvorsitzender der ehemaligen Kreissparkassen Trier und Trier-Saarburg. Braun-Friderici war darüber hinaus von 1964 bis 1970 Leiter des Kreisverbandes Trier-Land und ab 1970 bis 1984 Leiter des Kreisverbandes Trier-Saarburg im Deutschen Roten Kreuz. 1973 initiierte er die Gründung der Bürgerinitiative „Nachbar in Not“, die bis 1983 existierte und im Kreis Trier – Saarburg in Zusammenarbeit mit der regionalen Tageszeitung Trierischer Volksfreund durch Spendenaufrufe Not leidenden Mitbürgern anonym geholfen hat.
Er verstarb nach kurzer schwerer Krankheit am 30. Januar 2007 im Alter von 80 Jahren.

## Ehrungen
- 1977: Verdienstkreuz am Bande der Bundesrepublik Deutschland

| Personendaten    | Personendaten                  |
| ---------------- | ------------------------------ |
| NAME             | Braun-Friderici, Dieter        |
| KURZBESCHREIBUNG | deutscher Jurist und Politiker |
| GEBURTSDATUM     | 12. Januar 1927                |
| GEBURTSORT       | Trier                          |
| STERBEDATUM      | 30. Januar 2007                |